# Radio Corporation of America

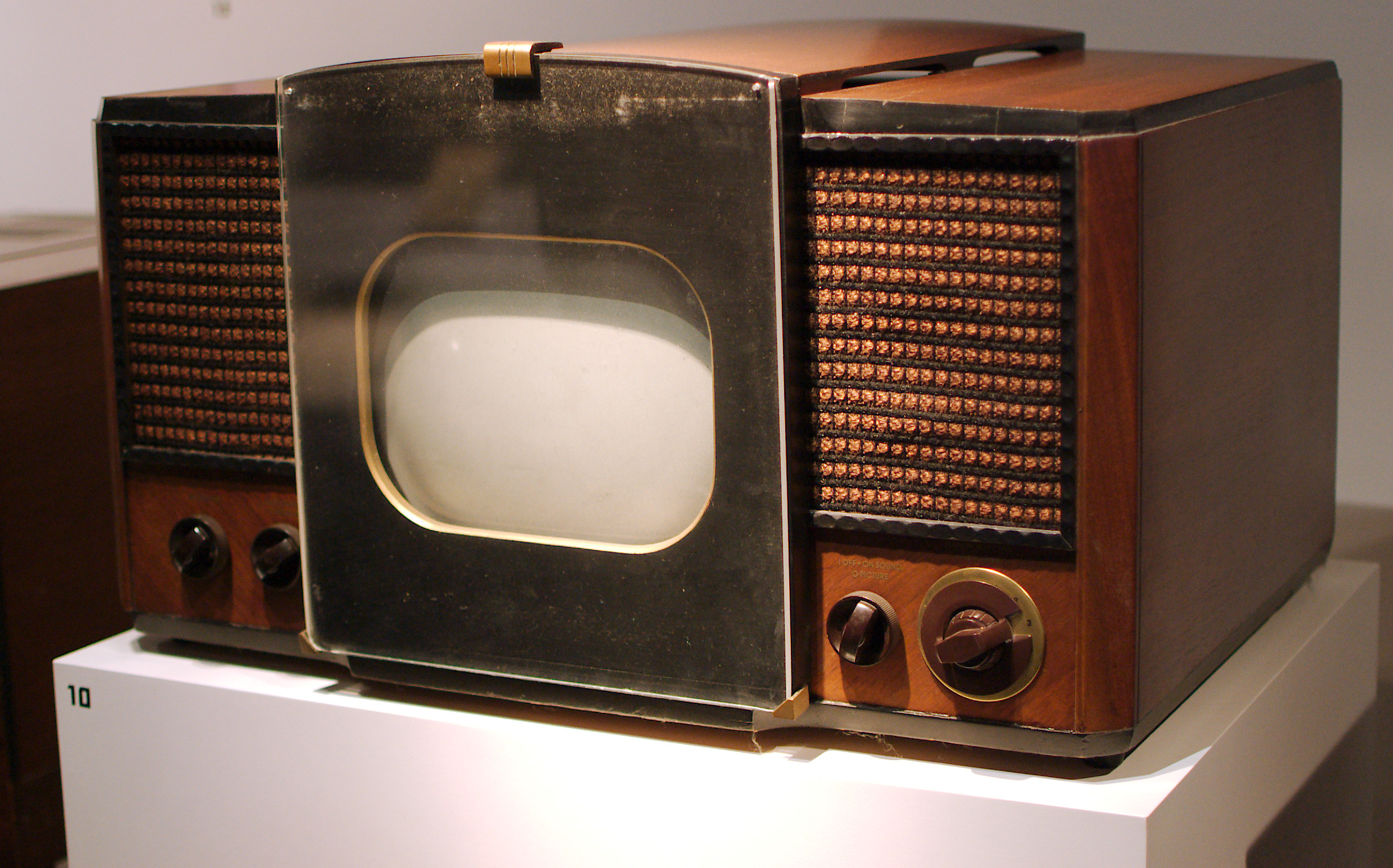
Telewizor RCA 630-TS (wytwarzany w latach 1946 i 1947)

Radio Corporation of America, RCA – amerykańskie przedsiębiorstwo elektroniczne istniejące w latach 1919–1986. Jego założycielem i głównym menedżerem był David Sarnoff. 
Firma ta wsławiła się uruchomieniem pierwszej sieci radiowych stacji nadawczych NBC. W okresie międzywojennym była głównym w Stanach Zjednoczonych producentem lamp elektronowych, głównie pod marką Radiotron. Wytwarzała też gramofony, radioodbiorniki, telewizory. 
W 1939 RCA zaprezentowała na Wystawie Światowej w Nowym Jorku w pełni elektroniczny system telewizyjny. Po II wojnie światowej w Radio Corporation of America opracowano system telewizji kolorowej NTSC.